# Лёйгавегюр
Лёйгавегюр (исл. Laugavegur) — самый известный исландский маршрут для пешеходного туризма. Расположен в юго-западной части страны, имеет протяжённость около 54 км. Высшая точка на пути 1050 м. В настоящее время туризм по этому маршруту имеет большую популярность, как среди местных жителей, так и среди иностранных туристов. Маршрут проходит по самым разнообразным ландшафтам; прохождение его занимает, как правило, от 2 до 4 дней. Маршрут начинается от геотермальных источников близ лагеря Ландманалёйгар (исл. Landmannalaugar), расположенного на Исландском плато, и заканчивается в ледниковой долине Тоурсмёрк (исл. Þórsmörk). На протяжении маршрута расположено несколько приютов: Hrafntinnusker, Álftavatn, Hvanngil, Emstrur. Поскольку маршрут проходит по территории национального заповедника, то останавливаться на ночевку можно только в приютах или рядом с ними в палатках.
Маршрут может быть комбинирован с одно- или двухдневным маршрутом от долины Тоурсмёрк до деревушки Скоугар. Этот маршрут проходит через перевал Фиммвёрдюхаулс, недалеко от ледника Эйяфьядлайёкюдль и места извержения одноименного вулкана, остановившего весной 2010 года авиасообщение в Европе.
В сезон (который длится обычно с конца июня до начала сентября) действует регулярное автобусное сообщение между Рейкъявиком и начальной и конечной точками маршрута.